# Canaliculitis
Canaliculitis bezeichnet im Allgemeinen die Entzündung eines Kanälchens. Meistens verwendet man den Begriff für eine Entzündung der Tränenkanälchen (Canaliculitis lacrimalis) am Auge, die meist durch Bakterien verursacht wird und vorwiegend Menschen ab dem 50. Lebensjahr betrifft.

## Ursachen
Der Canaliculitis liegt meist eine bakterielle Infektion, v. a. mit dem grampositiven Actinomyces israelii, zugrunde. Aber auch Pilz- oder Virusinfektionen sind mögliche Ursachen.
Obstruktionen und Fremdkörper ermöglichen es den Erregern dabei, sich zu vermehren und sind somit als Risikofaktoren zu sehen.

## Symptome
Typische Kennzeichen einer Entzündung der Tränenkanälchen der geschwollene, rote Punkt, an dem diese an die Körperoberfläche treten. Das betroffene Auge ist darüber hinaus auch meist chronisch gerötet und weist eine Epiphora auf. Häufig kommt auch ein wässriger bis brauner Ausfluss hinzu.

## Diagnose und Behandlung
Die Diagnose erfolgt erst nach Ausschluss u. a. einer chronischen Konjunktivitis oder seltener Krebserkrankungen der Tränenkanälchen. Weiters kann ein Labortest Aufschluss auf den Erreger geben, sodass gezielt oberflächliche Antibiotika aufgetragen werden können.
Eine chirurgische Intervention ist nur im Falle von Obstruktionen oder anderen organischen Gunstfaktoren für Bakterienwachstum notwendig.